# First International Computer
First International Computer är ett taiwanesiskt företag som bland annat tillverkar datorer och mobiltelefoner, samt komponenter till dessa.